# Церква Богоявлення Господнього (Острог)
Собор Богоя́влення Госпо́днього (РПЦвУ ), Богоявленська церква, Богоявленський собор, Замкова церква — архітектурна домінанта Острозького замку, головна сімейна церква князів Острозьких. Пам'ятка волинського сакрального будівництва 16 століття. Протягом певного часу церква була катедральним собором Луцько-Острозької єпархії. Фактично перестала існувати в 1886 році після зруйнування російськими військовими.

## Історія
Ймовірно, мурована церква споруджувалася на місці старої дерев'яної церкви князем Костянтином Острозьким на відзначення перемоги в битві під Оршею. Початок спорудження церкви припадає на 1520-ті роки.
В 1636 році була зачинена за розпорядженням Анни Алоїзи Острозької внаслідок конфлікту з мешканцями Острога.
Залишена без догляду споруда почала руйнуватися. Ревізія 1690 року так змальовує стан церкви:
| «Всередині замку церква старосвітської архітектури, але гарна, мурована за східним зразком, порожня. Склепіння в ній вже провисають, значна частина їх впала, бо без даху. Потребує термінового порятунку, щоб уся не завалилася. Особливо надгробок князя Олександра Острозького мармуровий, добре … зроблений. Він майже не ушкоджений, потрібно було би його швидко винести із церкви… Бо склепіння, що валяться, перетворять його на ніщо…[1]» |
Впродовж 18 століття церква невблаганно продовжувала руйнуватися.
В 1886 році російська влада з подачі власниці Острога графині Антоніни Блудової взялася за «реставрацію» святині за проектом архітектора В. Токарєва. «Реставрацію проводили солдати … залишки руїн собору були розібрані до підвалин…». Станом на 1889 рік основні роботи були завершені. Єдиним наземним елементом, що залишився від колишньої церкви Богоявлення Господнього, стала нижня частина північної стіни із стрільницями.
Нова Богоявленська церква повністю успадкувала об'ємно-планувальну структуру втраченого храму — прямокутну в проєкції основну частину з чотирма стовпами, до якої зі сходу прилягали три апсиди. Було збережено також кількість веж і контрфорси. Проект реконструкції суттєво відрізнявся стосовно окремих, доволі характерних, архітектурних складових церкви.
| «…були помітно подовжені у східному напрямку всі три апсиди, до головного входу прибудовано надуманий ґанок з "візантійською" стилістикою, дещо змінені пропорції підбанників. А головне, нова церква втратила характерне готичне деталювання, яке надавало їй своєрідного художнього присмаку, - портали обох входів, обрамлення і заповнення віконних отворів зі стрілчастими перемичками та незвичайне профілювання цокольних і карнизних тяг. Трипелюстковий абрис первісних фронтонів, що закривали торці склепінь центральної нави та трансепту, замінено на спрощений півциркульний.[3]» |
Після такого «відновлення» ця пам'ятка сакрального будівництва Волині фактично припинила своє існування. 
І з 1989 року Богоявленський собор належить РПЦвУ, а з 1990 року УПЦ.

### Усипальниця
- Є свідчення, що в Богоявленській церкві був похований Василь Красний Острозький.
- 1582 року в церкві поховали Гальшку Острозьку.
- 3 лютого 1604 року поховано князя Олександра Острозького, над його могилою встановлено мармуровий надгробок. Плиту його надгробку можна було оглядати ще на початку 19 століття.[4].
- Поруч з сином після смерті (пом. 1608) був похований князь Василь Костянтин Острозький.

### Церква на давніх малюнках

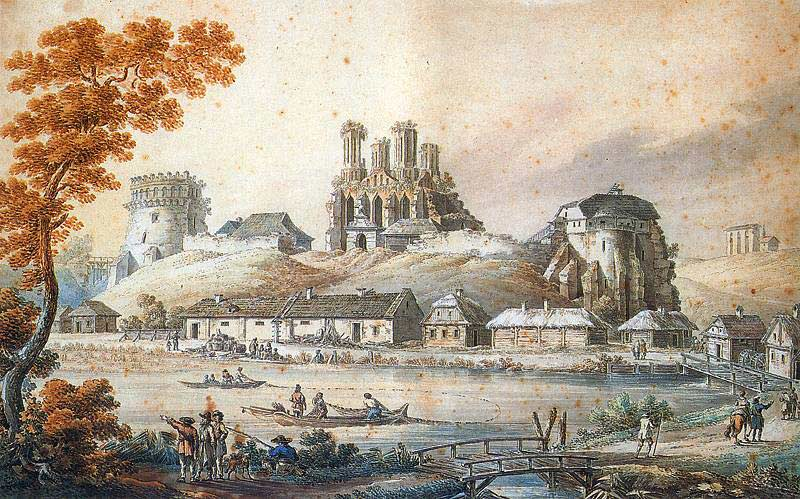
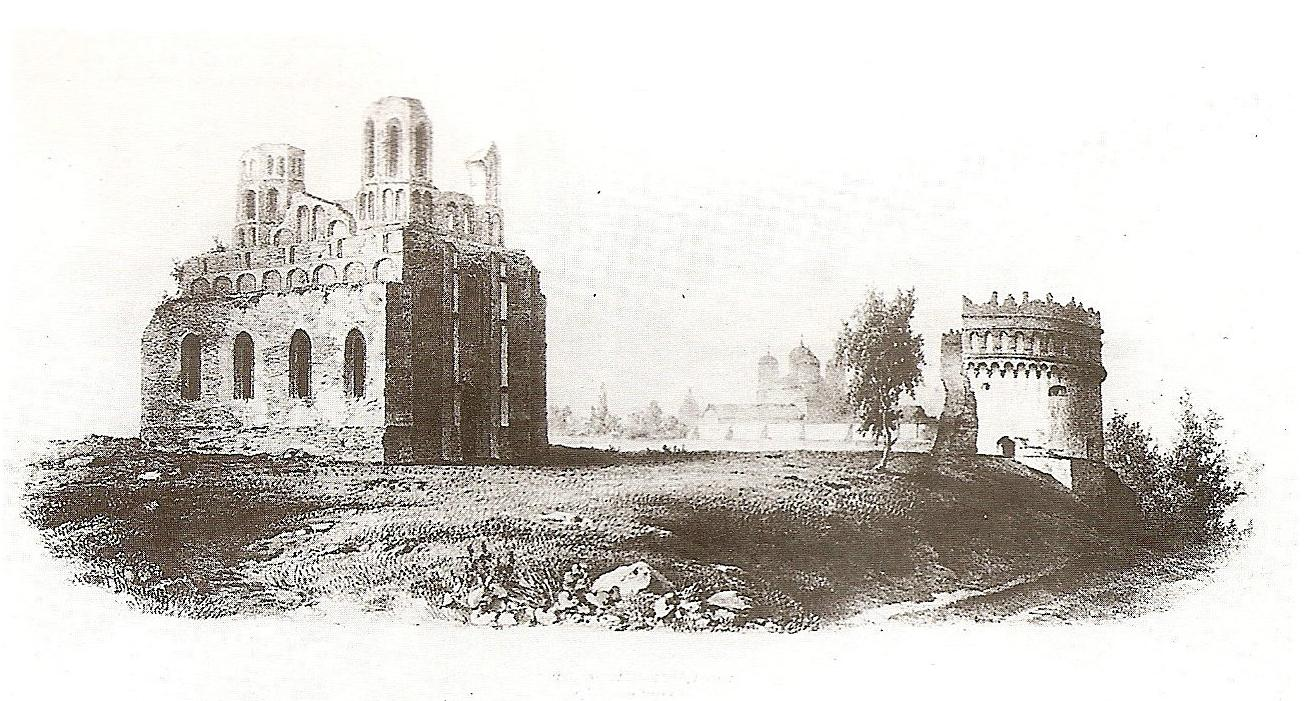
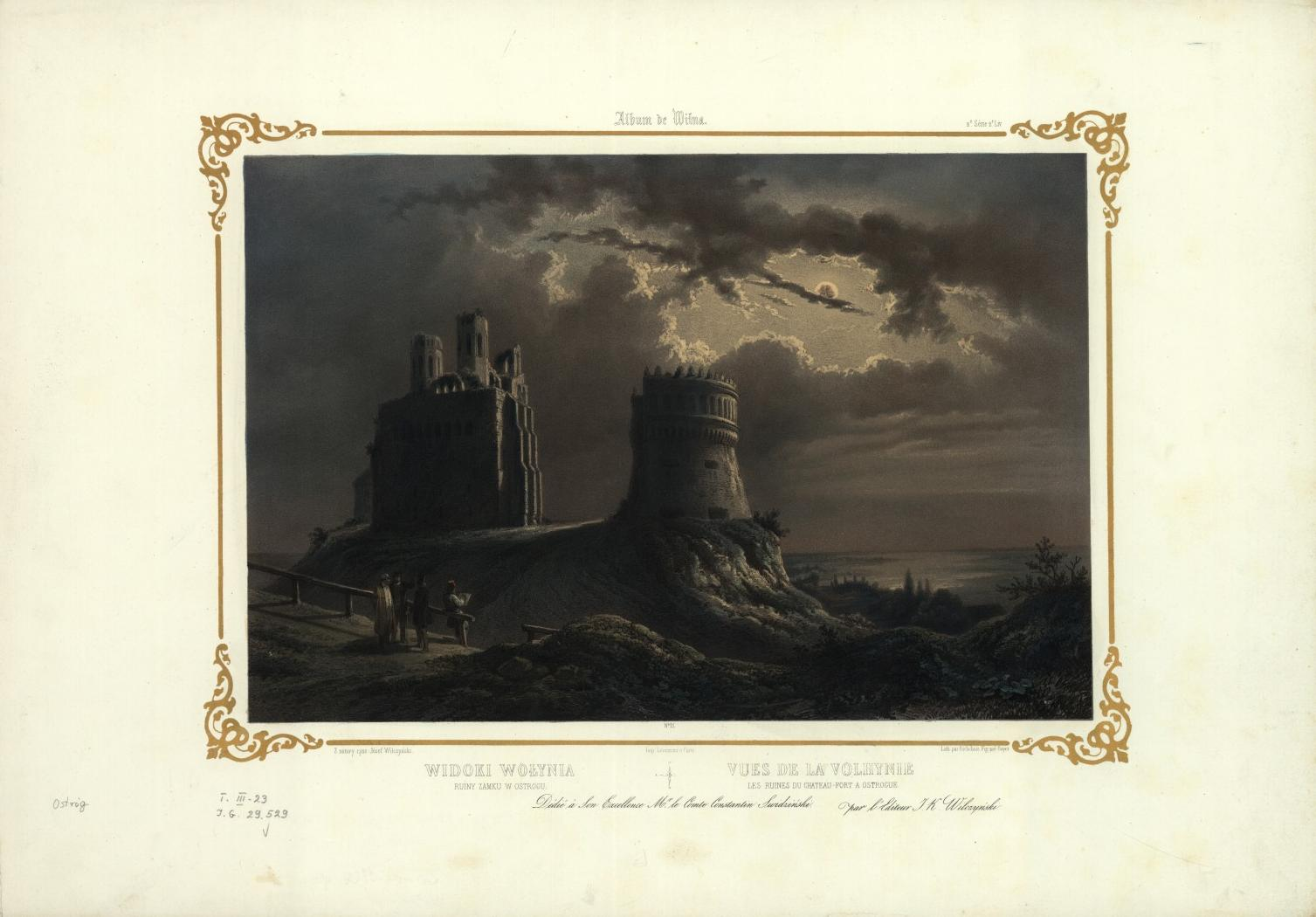
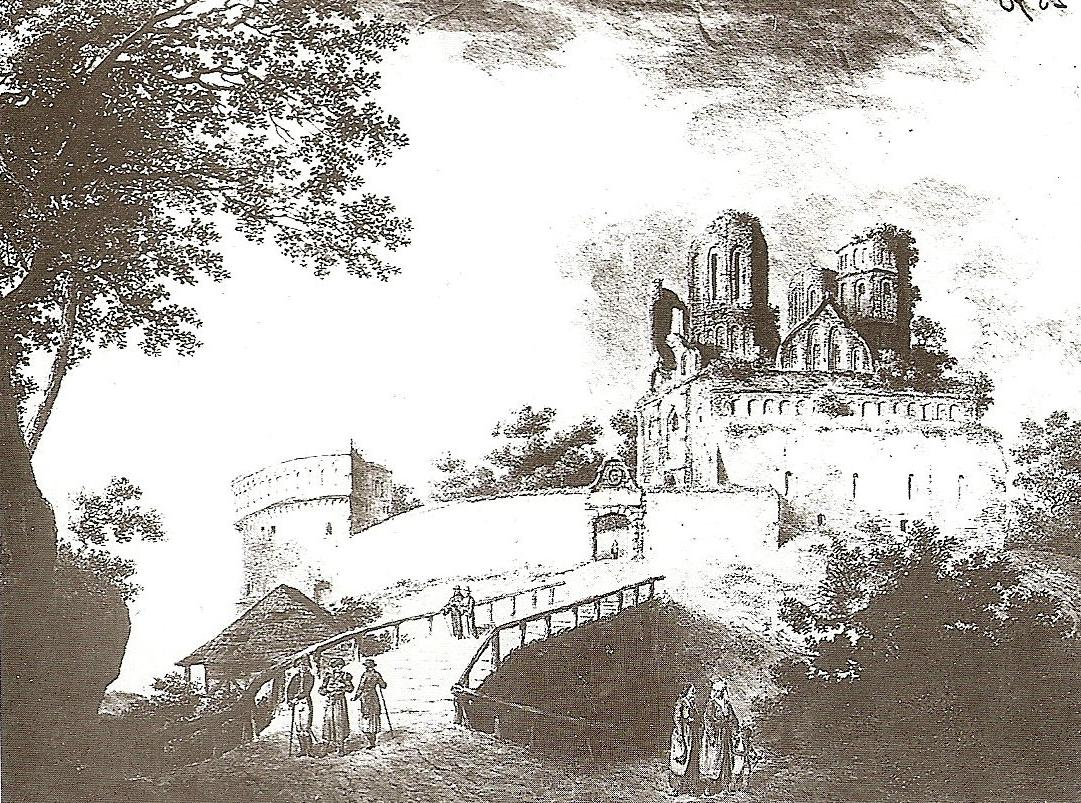
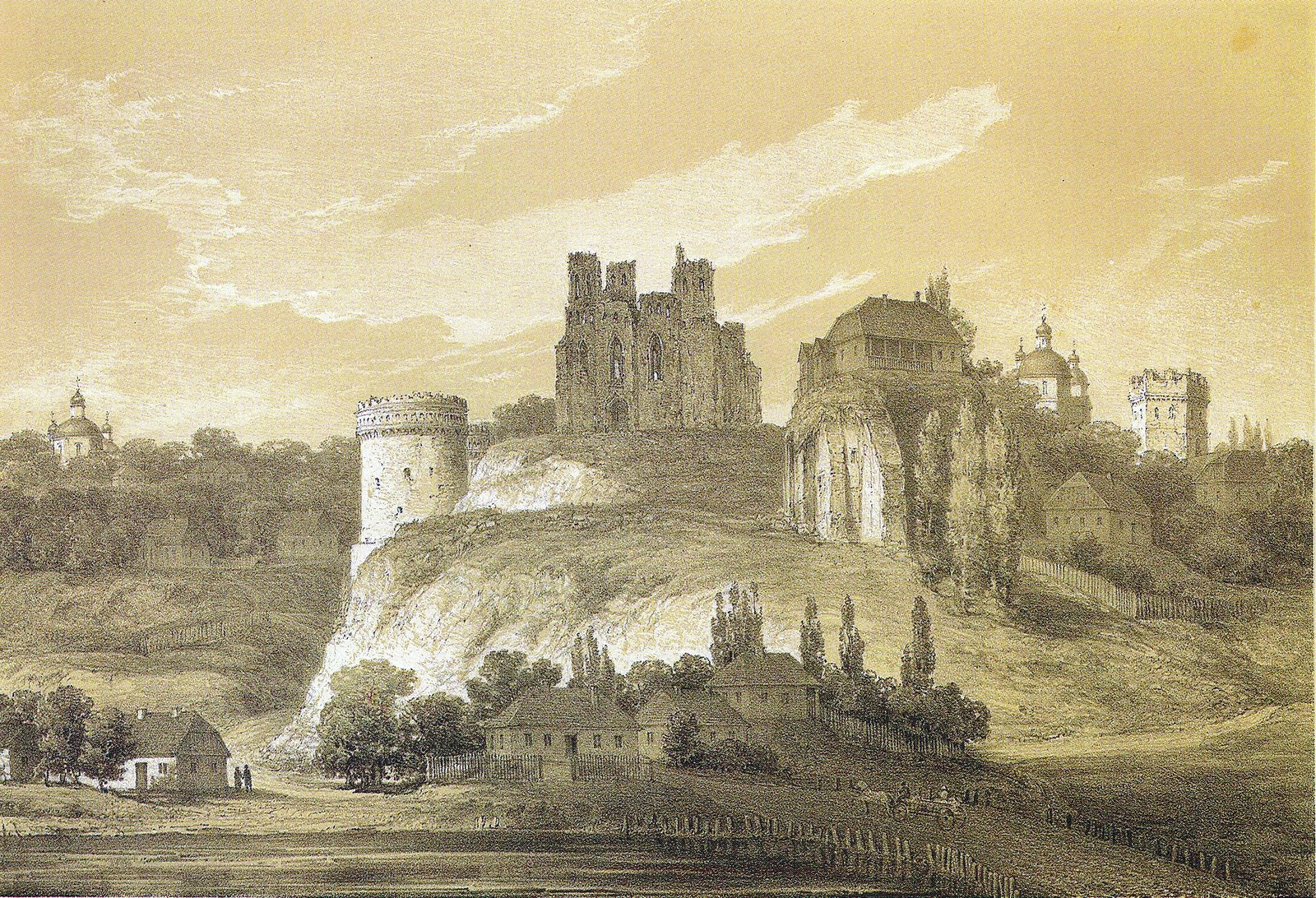
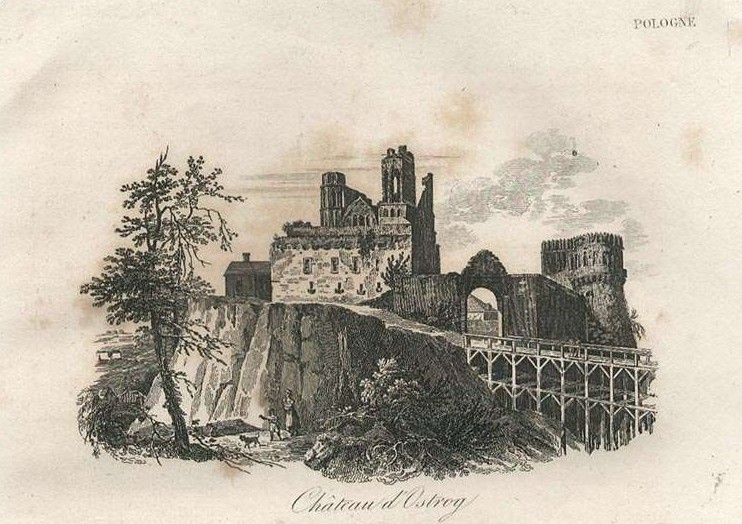
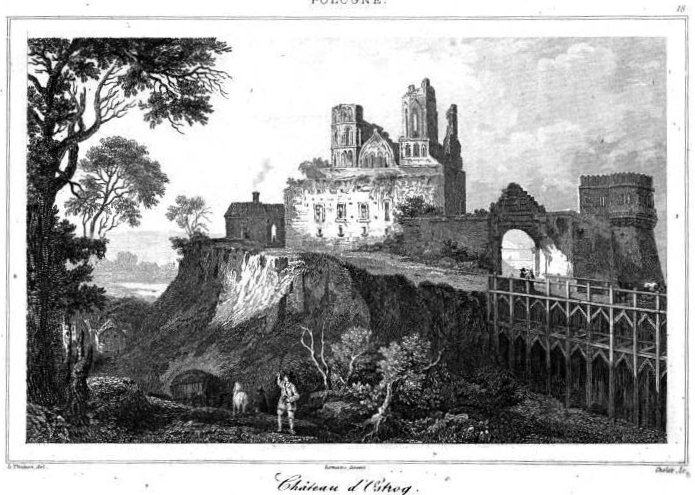
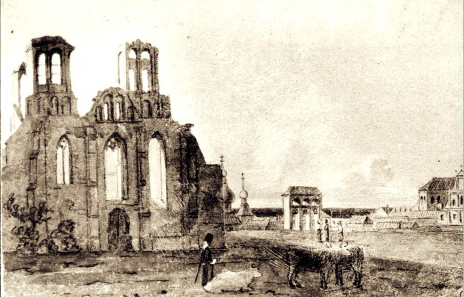